# Sandhi tonal
El sandhi tonal és el canvi fonològic que ocorre en les llengües tonals, en què els tons assignats a mots o morfemes individuals canvien segons la pronúncia de paraules o morfemes contigus. Sol simplificar un to bidireccional en un to d'una sola direcció. És un tipus de sandhi, o canvi fusional (del sànscrit "sandhi", 'unió, vincle').

## Idiomes amb to sandhi
El sandhi tonal es dona fins a algun punt en quasi totes les llengües tonals. Les llengües tonals, caracteritzades pel seu ús de l'altura del so per a canviar el significat, apareixen arreu del món, sobretot en les llengües nigerocongoleses, les sinotibetanes de l'Àsia oriental, així com altres famílies de l'Àsia oriental com les llengües tai-kadai, el vietnamita i les llengües papús. També hi ha llengües tonals en moltes llengües otomang i altres de Centreamèrica, així com en parts d'Amèrica del Nord (com les llengües atapascanes a Columbia Britànica, Canadà), i Europa.
Molts idiomes tonals d'Amèrica del Nord i Àfrica tenen un "desplaçament sintagmàtic", quan reemplacen cada to per un altre si es troba el nou to entre els tons adjacents. Aquests processos solen succeir com a assimilació d'esquerra a dreta. En les llengües bantus d'Àfrica occidental, per exemple, una síl·laba àtona pren el to de la síl·laba tonal més propera a l'esquerra. A l'Àsia oriental i al Sud-est asiàtic, però, el "reemplaçament paradigmàtic" és una forma més comuna de sandhi tonal, en què un to canvia a un altre en un cert entorn, sense importar si el to ja estava present en els mots o morfemes del voltant.
Moltes llengües parlades a la Xina tenen sandhi tonal, a voltes de naturalesa molt complexa. El xinés min nan parlat a Xiamen té un sistema complicat, perquè cada to canvia a un altre to diferent quan ocorre abans d'un altre to. El to en què canvia cada to depén també de la consonant final de la síl·laba.

Tons del min nan de Xiamen aïllats, i els canvis pels quals passen en precedir un altre to

El xinés min nan de Xiamen disposa de cinc tons, que es redueixen a dos en síl·labes que finalitzen en consonants oclusives (assenyalades com a 4 i 8 en el diagrama anterior). Dins d'un mot fonològic, totes les síl·labes canvien, tret de la darrera. En les síl·labes que no finalitzen en oclusives, el to 1 es converteix en el 7, el 7 en el 3, el 3 en el 2, i el 2 es converteix en l'1. El to 5 es converteix en el 7 o 3, depenent de la variant lingüística. Les síl·labes que acaben en //p//, //t//, o //k// agafen el to oposat (fonèticament el to alt es converteix en baix, i el baix en alt), mentre que les síl·labes que acaben en oclusiva glotal (escrita h en el diagrama anterior) boten la consonant final i agafen el to 2 o 3.
Els set o vuit tons de l'idioma hmong demostren diferents instàncies de sandhi tonal. De fet, la distinció controvertida entre els tons seté i vuité involucren el sandhi tonal (entre els tons baix ascendent (-d) i d'oclusiva glotal (-m)). Els tons alt i alt descendent (marcats per -b i -j en l'ortografia de l'alfabet popular romanitzat (APR) respectivament) desencadenen sandhi en mots successius amb tons particulars. Un exemple freqüent n'apareix en la combinació per a enumerar objectes (nombre ordinal + classificador + substantiu): ib (un) + tus (classificador) + dev (gos) => ib tug dev (noteu el canvi de to en el classificador de -s a -g).

## El que és o no sandhi tonal
El sandhi tonal és obligatori sempre que es donen les condicions de l'entorn que el provoquen. No s'ha de confondre amb els canvis de to causats per la morfologia derivacional o flexional. Per exemple, en cantonés, el mot 糖 'sucre' es pronuncia tòng (/tʰɔːŋ˨˩/ or /tʰɔːŋ˩˩/ amb to baix (descendent)), mentre que el mot "dolça" (també escrit 糖) es pronuncia tóng (//tʰɔːŋ˨˩//, amb to mitjà ascendent). Aquest canvi no es genera per l'entorn del to, i per això no és un exemple de sandhi. Els canvis en els morfemes del mandarí al to neutre tampoc són exemples de sandhi tonal.
En min nan taiwanés, els mots kiaⁿ ('amb por', to alt) i lâng ('persona', to ascendent) es combinen per formar diferents mots composts amb diferents tons. Segons les regles del sandhi tonal, kiaⁿ es pronuncia en to bàsic i lâng en to original (escrit kiaⁿ-lâng en peh-oe-ji), i el compost significa 'tan brut que fa por' o 'fastigós'. Quan kiaⁿ es pronuncia en el to alt original, i lâng en to baix (escrit kiaⁿ--lâng), significa 'aterridor'. Aquest procés derivacional és diferent del canvi de to semànticament buit que ocorre quan kiaⁿ és seguit de lâng, per tant no és sandhi tonal.

## Exemples

### Xinés mandarí
En xinés mandarí, si es troben dos tons 3 seguits, el primer es converteix en un to 2. Ex. 你好 (nǐ + hǎo = ní hǎo).
EL to neutre es pronuncia amb diferents altures segons el to que el precedeix.
不 bù 'no' es pronuncia amb el to 4, tret de si el precedeix un altre to 4: en aquest cas es torna del to 2. Ex. 不對|不对 (bù + duì = bú duì).
一 (Yī) es pronuncia amb el to 1 quan representa el número ordinal "primer". Ex. 第一个 (dìyīgè). Aquest canvia quan representa el cardinal 1 seguint un patró en què té un to 2 abans d'una síl·laba en to 4, i el to 4 quan precedeix qualsevol altre to. Ex.: 一个 (iī + gè = yí gè), 一次 (iī + cì = yí cì), 一半 (iī + bàn = yí bàn), 一会儿 (iī + huìr = yí huìr), 一般 (iī + bān = yì bān), 一毛 (iī + máo = yì máo).

### Llengua zapoteca
El zapotec, llengua otomang parlada a Oaxaca i Veracruz, Mèxic, té tres tons: alt, mitjà i baix. Els tres tons, així com les classificacions separades de les categories de morfemes, contribueixen a un sistema de sandhi tonal un poc més complex que el del xinés mandarí. Hi ha dues normes principals per al sandhi tonal del zapotec, que s'hi apliquen en aquest ordre: 
1) (Aquesta norma només s'aplica a morfemes de classe B) Un to baix canvia a un to mitjà quan precedeix un to alt o mitjà: /yèn nājō/ → iēn nājō ‘coll diem’
2) Un to mitjà canvia a un to alt quan va després d'un to baix o mitjà, i es produeix a la fi del morfema sense precedir una pausa: /ẓīs gōlī/ → ẓís gōlī ‘pal vell'

### Mixtec de San Pedro Molinos
El mixtec de San Pedro Molinos, una altra llengua otomang, té un sistema molt més complex de sandhi tonal. Té tres tons (alt, mitjà o baix, o 1, 2 i 3 respectivament), i tots els lexemes són disil·làbics; això significa que hi ha nou possibles combinacions de tons amb els lexemes. Les combinacions de tons s'expressen ací amb nombres de dos dígits (ex. alt-baix es representa com 13). Les combinacions també es classifiquen en classes A o B, així com en verbals i no verbals. Un nombre de normes específiques depenent d'aquests tres factors en determinen el sandhi tonal. Un exemple d'aquestes normes és:
El 3-1 bàsic es torna 1-1 quan segueix qualsevol combinació de classe B, però no després de la classe A (tret de quan va després del 3-2(B'): en aquest cas opcionalment es pot quedar 3-1):
ža²ʔa² (classe B) 'xiles' + ži³či¹ (classe A) 'sec' --> ža²ʔa²ži¹či¹ 'xiles secs'

### Àkan
L'àkan, idioma nigerocongolés parlat a Ghana, té dos tons: alt i baix. El to baix és el to de base per defecte. En àkan, els tons en límits de morfemes s'assimilen l'un a l'altre per sandhi tonal: el primer to del segon morfema iguala el to final del primer morfema. A tall d'exemple:
àkókɔ́ + òníní --> àkókɔ́óníní 'gall jove'
ǹsóró + m̀má --> ǹsóróḿmá 'estrela(es)'